# محمدرضا گرگین‌زاده
محمّدرضا گرگین‌زاده (زادهٔ ۱۳۲۷ – درگذشتهٔ ۱۶ بهمن ۱۳۹۱) موسیقی‌دان، نوازنده، آهنگساز، نویسنده و ناشر موسیقی اهل ایران بود.

## زندگی
محمّدرضا گرگین‌زاده در سال ۱۳۲۷ در محلهٔ امیریه تهران متولد شد. او تحصیلات ابتدایی را در «دبستان برزویه» و تحصیلات متوسطه خود را در «دبیرستان ادیب» گذراند. وی از سن ۱۲ سالگی به نوازندگی ساز فلوت نزد عموی خود «مصطفی گرگین‌زاده» روی آورد پس از آن، آموختن ساز ویلن را نزد «یحیی نیک‌نواز» آغاز کرد. پس از آن با راهنمایی استاد خود در کلاس‌های شبانه هنرستان موسیقی ملی ثبت نام کرد. از جمله استادان او در هنرستان موسیقی می‌توان به هنرمندانی نظیر محمود ذوالفنون و علی تجویدی اشاره کرد. محمدرضا گرگین‌زاده ساز ویلن آلتو (ویولا) را نزد والودیا تارخانیان آموخت. او در سال ۱۳۴۸ همکاری خود را با ارکستر حسین دهلوی آغاز کرد.
او در سال ۱۳۵۲ به ارکستر فرهاد فخرالدینی در رادیو ایران پیوست. وی پس از مدتی، به جهت تکمیل تحصیل موسیقی به «هنرکده موسیقی ملی» به مدیریت مصطفی کمال پورتراب رفت و در رشتهٔ آهنگ‌سازی با درجه لیسانس و با عنوان شاگرد اول فارغ‌التحصیل شد. محمدرضا گرگین‌زاده پس از مدتی به جهت تکمیل تحصیلات موسیقی خود با بورس تحصیلی عازم انگلستان شد. او پس از چهار سال به ایران بازگشت و در سال ۱۳۵۸ در هنرستان عالی موسیقی مشغول به خدمت و به سمت ناظم هنرستان منصوب شد. او با تأسیس و مدیریت «انتشارات سرود» به چاپ و نشر بیش از ۱۲۰ عنوان کتاب موسیقی همت گمارد.

## فعالیت‌های هنری
از جمله فعالیت‌های هنری محمدرضا گرگین زاده، به موارد زیر می‌توان اشاره نمود:
- تأسیس «کانون موسیقی چنگ»[۴]
- تأسیس «انتشارات سرود»
- عضویت در کانون آهنگسازان سینمای ایران
- عضویت پیوسته در کانون آهنگسازان و نوازندگان سنتی خانه موسیقی[۵]

### ترجمه
- ترجمه کتاب بیر (آموزش مقدماتی پیانو) فردیناند بیر
- ترجمه کتاب هانون (پیانیست نخبه) شارل لویی هانون
- ترجمه کتاب آموزش گیتار نیک مانولوف
- ترجمه کتاب ولفارت (۱۶۰ تود برای ویولن) فرانتس ولفارت
- ترجمه کتاب ویلن، جلد  ۱، ۲، ۳ ماتیو کریک بوم
- ترجمه کتاب شوپن (نوکتورن‌ها)، فردریک شوپن،
- تألیف کتاب مجموعه تصنیف‌های قدیمی جلد ۱ (برای تار و سه تار)، با مشارکت «علاآ ایجادی»
- ترجمه کتاب باخ انوانسیون‌های ۲ و ۳ صدایی، یوهان سباستیان باخ
- ترجمه کتاب شوچیک (مکتب تکنیک آرشه کشی کتاب اول)، اوتاکار شفچیک
- ترجمه کتاب گام، آرپژ و آکوردهای شکسته برای پیانو، اسکار برینگر
- ترجمه کتاب شوپن (اتودها)، فردریک شوپن
- ترجمه کتاب کارولی روش کامل آموزش گیتار، فردیناندو کارولی

### تألیف
کتاب مبانی تعلیم گوش و نت خوانی (سلفژ)
کتاب باخ پرلود و فوگ‌های کوچک

## درگذشت
محمدرضا گرگین‌زاده، ۱۶ بهمن ۱۳۹۱ در بیمارستان شهید رجایی تهران بر اثر عارضه قلبی درگذشت. وی که برای عمل قلب باز در بیمارستان بستری شده بود، به علت عفونت ریه نیز تحت عمل قرار گرفت و در هنگام عمل، درگذشت. پیکر محمدرضا گرگین‌زاده  ۱۸ بهمن ۱۳۹۱ از مقابل تالار وحدت به سمت بهشت زهرا تشییع و در قطعه هنرمندان بهشت زهرای تهران به خاک سپرده شد.